# Rắn bình mũi Sa Pa
Rắn bình mũi Sa Pa (danh pháp: Pararhabdophis chapaensis) là một loài rắn trong họ Rắn nước. Loài này được Bourret mô tả khoa học đầu tiên năm 1934.. Loài này có ở Việt Nam, Lào và Trung Quốc. Ren et al. (2018) cũng cho rằng Pararhabdophis lồng sâu trong chi Hebius và đề xuất gộp Pararhabdophis chapaensis vào chi này với danh pháp mới là Hebius chapaensis.